# Ottar af Roskilde
Ottar af Roskilde er en rekonstruktion af vikingeskibet Skuldelev 1.
Skibet har blandt andet sejlet til Edinburgh i 2005. Skibet er fremstillet på bådværftet af Vikingeskibsmuseet i Roskilde.
Typisk for dette skib er de kraftige og fyldige former, der på en gang giver stor sødygtighed og stor lasteevne. Midtskibs er der 2 rummelige lastrum, og for og agter er der store manøvredæk.
Køl, stævne og bundstokke er af eg og flere af de indvendige dele i konstruktionen er af lindetræ. Det originale Skuldelev 1 skib er, ligesom Skuldelev 6, bygget i Sognefjord i Norge omkring år 1030. Begge skibe har det specielle langsgående knæk fremkaldt af en næsten lodretstående planke midt i den ellers buede plankebund. Funktionen har formentlig været at give mindre afdrift i et skib med lav dybgang.
I 1999 påbegyndtes byggeriet af Ottar, rekonstruktionen af det store havgående fragtskib fra Vestnorge. Under byggeriet finder bådebyggerne nogle særlige og ukendte øksespor på en bite. Værktøjssporene blev genkendt af en nordmand som sprett-telgjing. Det er en huggeteknik, især brugt til fyrretræ, som kræver specielle økser. Teknikken efterlader et særligt mønster af hugspor, forskellig fra de teknikker bådebyggerne hidtil havde brugt.